# Produzioni non ufficiali nel Buffyverse
L'universo immaginario codificato nelle serie televisive Buffy l'ammazzavampiri ed Angel è stato oggetto di parodie, tributi ed analisi da parte di molti fan, che hanno creato un fiorente mondo di produzioni non ufficiali, composte da film a vario genere e fan fiction.
Joss Whedon ha specificato che ciò che è legato a lui deve essere considerato "ufficiale" e "canonico". A ciò si aggiunge che la 20th Century Fox rilascia autorizzazioni ad industrie per produrre merchandise ufficiale di Buffy ed Angel, nella fattispecie libri, fumetti, romanzi, giocattoli etc. Naturalmente i fan film non vengono considerati canonici.

## Fan film
Molti fan film sono stati ispirati dal buffyverse: benché la 20th Century Fox detenga tutti i diritti commerciali sul marchio sul nome ed il marchio Buffy ed Angel, queste pellicole amatoriali sono abbastanza comuni, poiché lo sviluppo tecnologico di computer, macchine da presa digitali ed oggetti simili ha reso estremamente economica la produzione di film. Inoltre lo sviluppo di Internet ha permesso che tali pellicole potessero essere facilmente distribuite fra un pubblico di fan decisamente ampio. Sono nate così parecchie produzioni che hanno ricevuto centinaia di migliaia di download, una menzione nell'Internet Movie Database ed alla fine anche attenzione dalla stampa specializzata. Nel 2006 il periodico di informatica Wired dedicò due pagine a questi film citando Cherub, una serie internet parodia di Angel; Consanguinity, a Machinima series prodotta dalla Bathtub Productions; Fluffy the English Vampire Slayer, un breve film descritto come uno dei primi prodotti ispirati al Whedonverse; e Forgotten Memories, una produzione australiana, scritta da Emma Paige Langley e diretta dall'attore e regista indiano Darren K Hawkins.

## Audio Drama
Nel 2007 si è avuto il primo audio dramma ispirato a Buffy: un cast di fan di varie nazioni, coordinati da Tabitha Grace Smith e Kim Butler, ha continuato la storia della cacciatrice scrivendo e producendo delle singole stagioni che vanno a posizionarsi nelle estati tra l'una e l'altra stagione ufficiale; dopo aver creato l'audio drama per l'estate ambientata tra la quinta e la sesta serie, sono passati a quella tra la seconda e la terza.

## Parodie per adulti
L'enorme successo enorme del serial ha dato l'avvio anche ad un certo numero di parodie erotiche e a luci rosse; neppure una di queste ha comunque avuto una licenza ufficiale da parte della da 20th Century Fox e quindi non sono considerate canoniche. 
Queste parodie includono The Erotic Adventures of Buffy and Evil Vampire Willow, un'esplicita parodia in forma di fumetto web focalizzata sulle due ragazze, Boffy the Vampire Layer, un libro in brossura edito da Fantagraphics, insieme di storie comiche ad esplicito contenuto sessuale che satireggiando sulla Cacciatrice ed il suo mondo Buffy the Vampire Layer, un porno soft del 1997 sulla falsariga del film; e Muffy the Vampire Layer, un film pornografico del 1993 che anch'esso è una parodia del film.

## Libro game
Nel 2007, la francese Chloé Delaume autore ha scritto il Librogame La nuit je suis Buffy Summers (pubblicato da Editions ee), che è vagamente legato al Buffyverse tramite le realtà alternativa illustrata nell'episodio Di nuovo normale. Il giocatore/ lettore ha il ruolo di un paziente che soffre d'amnesia ed è ricoverato in un manicomio, fugge dalla sua cella e si scontra con presenze soprannaturali e finisce coinvolto in un diabolico piano per resuscitare il fantasma dello Zarathustra di Nietzsche per rendere schiava l'umanità. 
I personaggi che compaiono nel libro game sono chiaramente ispirati a quelli del telefilm e l'autrice stessa ha ammesso che il suo lavoro è la rielaborazione di una fanfiction. I temi esplorati sono quelli della relativa realtà del mondo che ci circonda, della psicosi e del fascino morboso per il potere che attanaglia l'establishement letterario francese. 
Il libro game non è stato ancora tradotto.